# Johan Eklund (fotbollsspelare)
Johan Olof Peter Eklund, född 30 maj 1984 i Falu Kristine församling, är en svensk före detta fotbollsspelare (anfallare) som bland annat spelade för IK Brage och GIF Sundsvall.

## Karriär
Johan Eklund inledde sin karriär i Falu BS, men tillbringade största tiden i grannklubben IK Brage och GIF Sundsvall.
I januari 2017 återvände Eklund till IK Brage, där han skrev på ett tvåårskontrakt. Efter säsongen 2017 avslutade Eklund sin fotbollskarriär.
Eklund återvände i Division 7 med Falu BS U-lag efter 7 år, då han spelade 2 matcher och gjorde lika många mål.